# Shan Ying
Pour les articles homonymes, voir Shan (homonymie).
Dans ce nom chinois, le nom de famille, Shan, précède le nom personnel Ying.
Shan Ying (chinois : 單鶯), née le 7 août 1978 à Ningbo (Zhejiang, Chine), est une ancienne nageuse chinoise, double médaillée d'argent et de bronze aux Jeux olympiques d'été de 1996.

## Carrière
Sélectionnée pour représenter la Chine aux Jeux olympiques d'été de 1996, elle termine 7e du 50 m nage libre, 9e du 100 m nage libre, 23e du 200 m nage libre et 8e du 4 × 200 m nage libre. Elle prend également part au relais 4 × 100 m nage libre avec Le Jingyi, Chao Na et Nian Yun qui remporte la médaille d'argent puis au relais 4 × 100 m 4 nages avec Chen Yan, Han Xue et Cai Huijue.

## Palmarès
| Date | Compétition                           | Lieu           | Place | Course       |
| ---- | ------------------------------------- | -------------- | ----- | ------------ |
| 1993 | Championnats du monde en petit bassin | Palma          | 1re   | 4 × 200 m nl |
| 1993 | Championnats du monde en petit bassin | Palma          | 1re   | 4 × 100 m nl |
| 1993 | Championnats du monde en petit bassin | Palma          | 5e    | 50 m nl      |
| 1995 | Championnats du monde en petit bassin | Rio de Janeiro | 1re   | 4 × 100 m nl |
| 1996 | Jeux olympiques                       | Atlanta        | 2e    | 4 × 100 m nl |
| 1996 | Jeux olympiques                       | Atlanta        | 3e    | 4 × 100 4n   |
| 1996 | Jeux olympiques                       | Atlanta        | 8e    | 4 × 200 m nl |
| 1996 | Jeux olympiques                       | Atlanta        | 7e    | 50 m nl      |
| 1997 | Championnats du monde en petit bassin | Göteborg       | 1re   | 4 × 100 m nl |
| 1997 | Championnats du monde en petit bassin | Göteborg       | 1re   | 4 × 200 m nl |
| 1997 | Championnats du monde en petit bassin | Göteborg       | 5e    | 100 m nl     |
| 1998 | Championnats du monde                 | Perth          | 3e    | 50 m nl      |
| 1998 | Championnats du monde                 | Perth          | 3e    | 100 m nl     |
| 1998 | Championnats du monde                 | Perth          | 8e    | 4 × 100 m nl |